# NGC 5918
NGC 5918 ist eine 13,2 mag helle spiralförmige Radiogalaxie vom Hubble-Typ Sc im Sternbild Bärenhüter und etwa 236 Millionen Lichtjahre von der Milchstraße entfernt. 
Sie wurde am 26. April 1830 von John Herschel entdeckt.